# 이원희 (번역가)
이원희는 대한민국의 프랑스어 번역가이다. 아미앵 대학교에서 장 지오노 연구로 석사 학위를 취득했다. 대표적인 번역 작품으로 소피 오두앵마미코니앙의 《타라 덩컨》 시리즈, 엠마뉘엘 베르네임, 카트린 클레망, 장자크 상페의 소설들이 있다.

## 저작
- 소피 오두앵마미코니앙 작품
  - 인디아나 텔러 1~ (소담출판사)
  - 타라 덩컨 1~12(소담출판사)

- 엠마뉘엘 베르네임 작품(작가정신)
  - 그의 여자
  - 금요일 저녁
  - 잭나이프
  - 커플

- 타하르 벤 젤룬 작품
  - 감각의 미로(프레스21)

- 장자크 상페 작품
  - 각별한 마음(열린책들)
  - 돌풍과 소강(열린책들)
  - 사치와 평온과 쾌락(열린책들)